# Siegfried de Ratisbonne
Siegfried (né entre 1188 et 1197, morte le 19 mars 1246) est le vingt-septième évêque de Ratisbonne et prince-évêque de la principauté épiscopale de Ratisbonne de 1227 à sa mort.

## Biographie
En 1222 ou 1224 qu'il apparaît comme chantre de la cathédrale de Mayence. Accompagné de son grand-oncle, l'archevêque de Mayence et de l'archichancelier Siegfried II von Eppstein, il fait probablement la connaissance de la cour du roi Frédéric II à cette époque.
La succession de son prédécesseur Conrad IV de Frontenhausen se fait dans des disputes. Après qu'une minorité du chapitre de la cathédrale élit le prévôt de la cathédrale Gottfrid comme évêque, en échange de sa récompense avec des propriétés de l'église, le pape Grégoire IX intervient. Le chantre de Mayence Siegfried devient le nouvel évêque de la nouvelle élection forcée. Il a un premier succès en 1230 avec le traité de San Germano, qui a lieu avec la participation significative de Siegfried et met un terme temporaire à la querelle entre le pape Grégoire IX et le roi Frédéric II. Il est un fidèle partisan de Frédéric II qui le nomme chancelier en 1230. Siegfried bénéficie de décisions, par exemple à la Diète de Ravenne, quand les droits des cités épiscopales sont restreints au profit des évêques.
En 1239, une querelle sanglante éclate entre l'évêque Siegfried de Ratisbonne et le comte palatin de Bavière Rapoto III d'Ortenbourg, opposant de Frédéric II. Il s'agit de différends concernant les postes de douane palatins sur le Danube près du château de Hilgartsberg et de Vilshofen. Un an plus tard, Rapoto III est capturé par Siegfried. Sa liberté coûte à Rapoto d'énormes domaines, il doit céder à l'évêque nombre de ses châteaux et domaines du Tyrol, comme des possessions de la vallée de Brixen im Thale.
Les dettes de Siegfried amènent à une enquête commandée par le pape, qui doit conduire à l'excommunication de Siegfried. Albert Behaim, mandaté par le pape, devient un adversaire. Après premier concile de Lyon en 1245 qui dépose Frédéric II, Siegfried se soumet au pape Innocent IV. La rupture avec Frédéric II coûte à Siegfried son poste de chancelier. L'empereur renforce en novembre 1245 les droits de Ratisbonne, ce qui correspond à une revalorisation au statut de ville libre d'Empire. Complètement privé de son pouvoir de seigneur de la ville, Siegfried est expulsé de Ratisbonne au printemps 1246 et se retire dans le château de Donaustauf, où il meurt vraisemblablement peu de temps après.